# Dorida
Dorida (griego: Δωρίδα) es un municipio de la República Helénica perteneciente a la unidad periférica de Fócida de la periferia de Grecia Central.
El municipio se formó en 2011 mediante la fusión de los antiguos municipios de Eupalio, Lidoriki (la actual capital municipal), Tolofón y Vardousia, que pasaron a ser unidades municipales. El municipio tiene un área de 998,9 km².
En 2011 el municipio tenía 13 627 habitantes.
Se sitúa en la costa noroccidental del golfo de Corinto, al suroeste del monte Giona, ocupando la esquina suroccidental de la periferia de Grecia Central. Su topónimo deriva de que se ubica en el entorno de la región histórica de Dórida.